# Рива пресо Кјери
Рива пресо Кјери (итал. Riva Presso Chieri) је насеље у Италији у округу Торино, региону Пијемонт.
Према процени из 2011. у насељу је живело 3272 становника. Насеље се налази на надморској висини од 261 м.

## Становништво
Према резултатима пописа становништва 2011. у општини је живело 4.207 становника.
| 1931. | 1936. | 1951. | 1961. | 1971. | 1981. | 1991. | 2001. | 2011. |
| ----- | ----- | ----- | ----- | ----- | ----- | ----- | ----- | ----- |
| 2.480 | 2.455 | 2.168 | 2.194 | 2.066 | 2.769 | 3.563 | 3.833 | 4.207 |